# Eindhoven Kemphanen
Eindhoven Kemphanen je profesionální nizozemský hokejový tým. Byl založen v roce 1981. Domácím stadionem je Ijssportcentrum Eindhoven.